# Viewtiful Joe
Viewtiful Joe is een computerspel dat werd ontwikkeld en uitgegeven door Capcom. Het spel kwam in 2003 uit voor de Nintendo GameCube. Een jaar later volgde een release voor de Sony PlayStation 2. 

## Platforms
| Jaar | Platform      |
| ---- | ------------- |
| 2003 | GameCube      |
| 2004 | PlayStation 2 |

## Ontvangst
| Beoordeeld door       | Platform      | Jaar | Score |
| --------------------- | ------------- | ---- | ----- |
| GamePro (USA)         | GameCube      | 2003 | 100%  |
| GamesAreFun.com (GAF) | GameCube      | 2003 | 100%  |
| GameZone              | PlayStation 2 | 2004 | 95%   |
| NintendoWorldReport   | GameCube      | 2003 | 95%   |
| IGN                   | GameCube      | 2003 | 95%   |
| N-Zone                | GameCube      | 2003 | 90%   |
| 1UP                   | PlayStation 2 | 2004 | 90%   |
| ZTGameDomain          | GameCube      | 2005 | 90%   |
| Nintendo Life         | GameCube      | 2013 | 80%   |
| Netjak                | GameCube      | 2003 | 55%   |

## Trivia
- Het spel is opgenomen in het boek 1001 Video Games You Must Play Before You Die van Tony Mott.